# Desmia albitarsalis
Desmia albitarsalis là một loài bướm đêm trong họ Crambidae.